# Mesocythere
Mesocythere is een geslacht van kreeftachtigen uit de klasse van de Ostracoda (mosselkreeftjes).

## Soorten
- Mesocythere elongata Hartmann, 1956
- Mesocythere foveata Hartmann, 1956
- Mesocythere nichengi Hu & Tao, 2008
- Mesocythere pulchra (Zhao & Whatley, 1989)
- Mesocythere punctata Hartmann, 1956